# Pseudomops zonatus
Pseudomops zonatus es una especie de cucaracha del género Pseudomops, familia Ectobiidae. Fue descrita científicamente por Rehn en 1928.
Habita en Perú y Bolivia.